# 加速主义
加速主义（Accelerationism）是一种政治与社会理论，认为资本主义制度或历史上某种技术相关的社会进程应该被急剧强化，以产生巨大社会变革。当代的加速主义哲学以德勒兹和伽塔利的理论为起点，旨在强化加速解辖域化的力量，以克服阻碍深远社会变革可能性的对抗趋势。加速主义也可能指更广泛的支持资本主义的深化的观点，这些论点认为这将加速资本主义自我毁灭的倾向，并最终导致其崩溃。
加速论者的理论分为相互矛盾的左右派系。“左翼加速主义”（Left-wing accelerationism, L/Acc）试图将“技术演进的过程”从“资本主义的限制”中剥离，将现代技术改造为服务社会有益和解放的目的；“右翼加速主义”（Right-wing accelerationism, R/Acc）支持资本主义本身的无限强化，带来一个技术奇异点。 除了左/右翼加速主义外，还有拒绝政治意识形态的无条件加速主义（Unconditional Accelerationism, U/Acc）。

## 背景
一些近代哲学家曾表达了加速主义态度，其中包括科学社会主义創立人卡尔·马克思在他1848年所發表的演説〈关于自由贸易问题的演説〉中提到的：
但总的来説，保护关税制度在现今是保守的，而自由贸易制度却起着破坏的作用。自由贸易引起过去民族的瓦解，使无产阶级和资产阶级间的对立达到了顶点。总而言之，自由贸易制度加速了社会革命。先生们，也只有在这种革命意义上我才赞可自由贸易。——卡爾·馬克思，〈关于自由贸易问题的演説〉
同样，著名哲學家弗里德里希·尼采聲稱：“欧洲人的协调乃是不可阻挡的伟大过程，因为，人们本应加速这一过程。这样就会产生裂隙、距离和等级制。没有必要减缓这一过程。”这句话在德勒兹和加塔利的理论中被简化为一个“加速过程”的命令。
1967年，羅傑·澤拉茲尼的小說《光明王》（Lord of Light, 1967）中設計一群以技術改變社會的革命者為「加速主義者」。

## 当代加速主义
著名理论家包括右翼加速主义者尼克·兰德。兰德创办的“控制论文化研究小组”是英国华威大学1995-2003年的一个非官方研究单位，该小组包括马克·费舍尔和萨迪·普兰。研究小组的理论被认为是左翼和右翼加速主义思想的重要共同祖先。2013年，尼克·兰德發表的《黑暗啟蒙運動》（The Dark Enlightenment）成為新反動主義運動的綱領，認為加速主義者應當支持川普等社會運動以達成加速。
当代最杰出的左派加速主义者包括《加速主义宣言》(ACCELERATE: Manifesto for an accelerationist politics)的作者尼克·斯尔尼塞克和亚历克斯·威廉姆斯（Alex Williams），以及撰写《异女性主义宣言：一种针对异化的政治》（Xenofeminism: A Politics for Alienation）的「拉伯利亞．庫波尼克斯」（Laboria Cuboniks）小组。
保罗·梅森在《后资本主义》（PostCapitalism）等著作中，沿着“加速主义路线”试图推测资本主义之后的未来。他宣称，“随着500年前封建主义的终结，资本主义被后资本主义系统的替代将被外部冲击加速，并且被新型人类的出现所塑形，而它已经开始。”他认为，合作生产的兴起将有助于资本主义覆亡。
本杰明·布拉顿的《堆栈：关于软件和主权》（The Stack: On Software and Sovereignty）与加速主义有关，其中理论专注于信息技术基础设施如何破坏现代政治地理，并提出一个开放式的“设计概要（design brief）”。蒂齐亚纳·泰拉诺瓦的《红色堆栈攻击！》（Red Stack Attack!）将布拉顿的“堆栈模型”和左翼加速主义理论联系起来。

## 其他形式的加速主义
自从本杰明·诺伊斯（Benjamin Noys）在2010年提出加速主义来描述上述哲学运动以来，该术语就经历了相当大的概念延伸，并且開始具有多种新含义。

### 齊澤克加速主义
几位评论家使用“加速主义者”这个标签来描述斯洛文尼亚哲学家斯拉沃熱·齊澤克阐述的政治策略。在2016年11月接受第四台新闻采访时，齊澤克稱他作為美国公民将投票选举特朗普因为该候选人更有可能破坏该国的政治现状。“加速主义”一词的这种用法与马克思原教旨主义的加速思想有相似之处。

### 极右翼的加速主义
从2010年代后期开始，新纳粹主义和白人至上主义將加速主义闡述為其極右翼目標，即透過暴力手段「加速」族群矛盾，進而達成建立“白色國族”（英語：White ethnostate）。 极右翼的加速主义的起源可以追溯到1980年代，当时美国纳粹党-全国社会主义解放阵线（ANP/NSLF）成员詹姆斯·梅森在时事通讯围攻事件中倡导破坏、大规模杀害和暗杀备受瞩目的目标，造成混乱，破坏稳定并最终摧毁该系统（体制）。梅森的作品后来被钢铁进军和核武之师重新出版和推广，南方贫困法律中心指控上述两个组织均与仇恨活動有关。 

加速主义的其他意识形态变体试图通过将资本主义带到最压迫和分裂的形式来超越资本主义，从而迫使建立公正的经济体系来应对。对白人至上主义者中的加速主义者认为现代社会是不可挽回的，并认为应该将其推翻，以便建立在民族主义基础上的法西斯社会。白人至上主义加速主义者的定义是他们相信暴力是实现其政治目标的唯一途径。简而言之，白人至上主义者中的加速主义者拥护恐怖主义。
基督城清真寺枪击案的肇事者布伦顿·哈里森·塔兰特（Brenton Harrison Tarrant）（造成51人死亡，49人受伤），著有宣言〈去稳定与加速主义：策略〉（Destabilization and Accelerationism: Tactics）。塔兰特的宣言也影响了约翰·蒂莫西·埃纳斯特（John Timothy Earnest），此人被指控在加利福尼亚州埃斯孔迪多的达乌尔·阿卡姆清真寺（Dar-ul-Arqam Mosque）纵火；并在加利福尼亚州波威犹太教堂犯下枪击案，造成1人死亡和3人受伤。此外，塔兰特的宣言还影响了帕特里克·克鲁斯乌斯（Patrick Crusius），该人被指控犯2019年埃尔帕索枪击案，造成23人被炸死和23人被炸伤。布伦顿·塔兰特（Brenton Tarrant）写道：

真正的变革和我们需要采取的变革只有在危机的大坩埚中才会出现。逐渐的改变永远不会取得胜利。稳定和舒适是革命性变革的敌人。因此，我们必须在一切可能的情况下破坏社会的稳定和不适。 

尽管這些極右翼分支與恐怖行動並未充分了解尼克·兰德的加速主义主張，但是兰德曾推广了核武之师所属撒旦教組織九角军团，并且坚持新纳粹恐怖分子加速主义的思想、聲稱“强烈推荐”O9A的作品。

### 有效加速主義
2020年代，有效加速主義出現。儘管有效加速主義的起源不明，但2022年，@BasedBeffJezos, @bayeslord, @zestular與@creatine_cycle等4名以假名活動的推特上便已推廣有效加速主義。 有效加速主義（effective accelerationism, ｅ/Acc）主張不計代價推動技術革新是倫理上的正當行爲，受到矽谷巨頭支持。

## 抨擊
社會學家大衛·坎安寧（David Cunningham）在其所寫的文章〈加速主義及其不滿〉（A Marxist heresy?：Accelerationism and its discontents）中對加速主義及其分支新加速主義提出了一系列抨擊意見，他聲稱加速主義事實上背離了馬克思主義傳統，而且加速主義者經常斷章取義地引用馬克思的著作的內容卻忽略了當中複雜的辯證過程，並且聲稱「加速主義在本質上仍然無法思考現代性本身的全部歷史政治意義」。
政治學家麥可·勞倫斯（Michael RZ Laurence）從馬克思主義的角度出發，詳細地批駁了加速主義所提出的論點。

## 延伸阅读

### 图书
- Land, Nick (2011). Brassier, Ray; Mackay, Robin, eds. Fanged Noumena. Urbanomic. ISBN 9780955308789.
- Mackay, Robin.  (PDF). Urbanomic. 2014. ISBN 9780957529557.
- Noys, Benjamin (2013). Malign Velocities: Accelerationism and Capitalism. Zero Books. ISBN 9781782793007.
- Srnicek, Nick; Williams, Alex (2015). Inventing the Future. Postcapitalism and a World without Work. Verso Books. ISBN 9781784780982
- Williams, Alex; Srnicek, Nick. . Critical Legal Thinking. 14 May 2013  [2020-03-18]. （原始内容存档于2015-02-06）.

### 文章
- Brassier, Ray. . Mute. 13 February 2014  [2020-03-18]. （原始内容存档于2020-03-18）.
- Brennan, Eugene. . 3:AM Magazine. 12 August 2013  [2020-03-18]. （原始内容存档于2020-03-18）.
- Galindo Hervás, Alfonso. . International Journal of Philosophy and Theology. 2016, 77 (4–5): 307–323. doi:10.1080/21692327.2016.1262783.
- Land, Nick..   [2013-12-10]. （原始内容存档于2012-04-08）. .
- Moreno, Gean. . E-flux. 2012  [2020-03-18]. （原始内容存档于2016-09-18）.
- Negri, Antonio. 由Matteo Pasquinelli翻译. . E-flux. 2014. （原始内容存档于2015-02-05）.
- Pasquinelli, Matteo. . 9 June 2014  [2020-03-18]. （原始内容存档于2020-03-18）.
- Power, Nina. . Fillip（英语：Fillip）. 2015  [2020-03-18]. （原始内容存档于2020-03-18）.
- Wark, McKenzie.  (PDF). 2013  [2020-03-18]. （原始内容存档 (PDF)于2020-07-30）.
- Wolfendale, Peter. . Dialectical Insurgency. 2014  [2020-03-18]. （原始内容存档于2014-12-14）.
- Beckett, Andy. . The Guardian. 2017-05-11  [2024-07-13]. ISSN 0261-3077. （原始内容存档于2022-04-11） （英国英语）.
- Nick Land. . Shanghai Star. 2004  [2024-07-13]. （原始内容存档于2017-10-04）.
- Nick Land. . The Dark Enlightenment. 2012-12-25  [2024-07-13]. （原始内容存档于2021-03-05） （美国英语）.